# Vinya del Sense Gorra
Vinya del Sense Gorra és un jaciment en una de les vinyes que hi ha als afores del poble de Mediona (Alt Penedès), inclòs a l'Inventari del Patrimoni Arqueològic i Paleontològic de Catalunya.

## Cronologia
S'han localitzat fins a tres moments històrics segons les troballes de materials arqueològics. La seva cronologia inclou períodes medievals (1150 - 1492), romà república (218 - 50 aC) i leptolític indiferenciat (33000 -5500 aC).

## Troballes
Les troballes materials estan en dipòsit al museu de Mediona entre aquestes hi ha: 
- Tres fragments de sílex indeterminat amb retocs abruptes i simples. La indústria lítica podria provenir a conseqüència del vessant i no in situ.
- Fragments de base i cos de dolia, tègula.
- Un molí de mà de granet.
- Ceràmica de verd i manganès, fragments de grisa medieval, una nansa de vidre fil, ceràmica catalana decorada, que podrien provenir de la masia de Can Sans.[1]